# Bătălia de la Maida
Bătălia de la Maida (4 iulie 1806) a fost un conflict soldat cu o victorie britanică contra Primului Imperiu Francez desfășurat în afara orașului Maida, în Calabria, Italia.